# Lokomotive 3 der Straßenbahn Timișoara
Die Lokomotive 3 der Straßenbahn Timișoara – rumänisch Locomotiva 3, abgekürzt L3 – ist ein ehemaliges Dienstfahrzeug des genannten Straßenbahnbetriebs. Die vierachsige Elektrolokomotive mit Mittelführerstand wurde 1955 projektiert und 1956 fertiggestellt, sie entstand als Eigenbau der damals noch Întreprinderea de Transport, Apă și Salubritate (I.T.A.S.) genannten Straßenbahngesellschaft. Die Motorleistung der Maschine betrug vier mal 36 Kilowatt.

## Geschichte
Der Bau der Lokomotive 3 war erforderlich, weil der immer erfolgreichere Straßenbahn-Güterverkehr im Stadtteil Fabrik – im Laufe der Jahre wurden immer mehr Unternehmen angeschlossen – mit der 1916 gelieferten Lokomotive 1 (L1) und der 1928 selbst gebauten Lokomotive 2 (L2) nicht mehr alleine bewältigt werden konnte.
Mit der 1975 erfolgten Reduzierung des Güterverkehrs auf den Gleisen der Straßenbahn ging die Lokomotive, zusammen mit der L2, in den Besitz der Timișoreana-Brauerei über. Nachdem dann 1993 auch die Beförderung der Güterwagen von und zur Brauerei sowie zum Anschluss der Schuhfabrik Guban direkt von Diesellokomotiven der Staatsbahn Căile Ferate Române (C.F.R.) übernommen wurde, diente die L3 fortan nur noch als Rangierlokomotive auf dem Werksgelände.
Die Maschine ging schließlich 2003 außer Betrieb, als das Anschlussgleis zur Brauerei aufgegeben wurde. Anschließend war sie zusammen mit der L2, die bereits in der zweiten Hälfte der 1990er Jahre ausgemustert wurde, auf dem Gelände der Brauerei abgestellt. Dort wurde sie 2008 ausgegleist. Am 15. Januar 2015 gelangte sie zwecks musealer Erhaltung zurück zur Straßenbahngesellschaft und ist seither im Straßenbahndepot Dâmbovița abgestellt. Im Gegensatz zur L2, die als Denkmallokomotive auf dem Brauereigelände steht, wurde die L3 bislang jedoch noch nicht aufgearbeitet und befindet sich in einem schlechten Erhaltungszustand.
Im Laufe der Jahre wechselte die L3 mehrfach ihre Lackierung. Ursprünglich war sie – wie auch ein Großteil der damaligen Arbeitswagen – dunkelgrün lackiert, dies war bis mindestens 1980 der Fall. Anschließend war sie wie die L2 blau-grau gestrichen, bevor sie 1995/1996 in gelb-weiß umlackiert wurde. Seit circa 2000 ist die L3 schließlich vollständig gelb gestrichen.